# Nuevo Liberalismo
Der Nuevo Liberalismo (Neuer Liberalismus) ist eine zentristische kolumbianische politische Partei, die 1979 von dem kolumbianischen Politiker Luis Carlos Galán als abweichende Kraft der Partido Liberal Colombiano gegründet wurde. Aufgrund ideologischer Differenzen zwischen den Gründern und dem liberalen Vorstand und dessen Absicht, die Präsidentschaftskandidatur von Alfonso López Michelsen zu unterstützen, wurde die Partei Jahre später aufgelöst.
In dieser Partei stellten sich Galán und sein ideologischer Partner Rodrigo Lara Bonilla gegen die Regierungen von Julio César Turbay (1978–1982), Belisario Betancur (1982–1986) und Virgilio Barco (1986–1990), bis Galán 1987 auf Bitten von Barco und des Parteivorsitzenden Julio César Turbay wieder der Partido Liberal Colombiano beitrat.
Obwohl die Partei ihr Ziel, Präsident zu werden, nach der Niederlage Galáns 1982 nicht erreichte, erwies sie sich als unabhängige Partei mit einer starken Präsenz in der Regierung, als Lara 1983 ins Justizministerium einzog, und im Kongress.
Ihr Vorsitzender, Luis Carlos Galán, als Liberaler, wurde während der Präsidentschaftskampagne 1989 ermordet. Seine ältesten Söhne, Juan Manuel und Carlos Fernando Galán, übernahmen die Führung der Partei und ließen sie 2021 wieder aufleben, um bei den Wahlen 2022 für die Präsidentschaft zu kandidieren.

## Geschichte
Die Partei Nuevo Liberalismo wurde 1979 von den liberalen Politikern Luis Carlos Galán und Rodrigo Lara Bonilla als abweichende Kraft der Partido Liberal Colombiano gegründet. Nach Galáns eigener Aussage entstand sie als Folge der Bürokratisierung der Liberalen Partei und des Interesses ihrer Mitglieder, ihre Regierungsbeteiligung der Verteidigung ihrer ursprünglichen Ideale vorzuziehen.
Zu ihren Aktivisten (Galán, Lara, Enrique Pardo Parra, Emilio Urrea und Arismendi Mora) gehörten liberale Anhänger der Ideen des ehemaligen Präsidenten Carlos Lleras Restrepo, der 1978 die Nominierung zum offiziellen Kandidaten der Liberalen Partei gegen Julio César Turbay verlor und sich daraufhin aus der Politik zurückzog. Die Dissidenten sahen in Galán die Gelegenheit zur Erneuerung der Partei, die Lleras herbeiführen wollte.